# Термостойкость
Термостойкость, термическая стойкость — свойство материалов противостоять, не разрушаясь, напряжениям, вызванным изменением температуры.

## Расчёт
Термостойкость рассчитывается на основе многих влияющих на неё факторов, в том числе
- коэффициента термического расширения материала
- теплопроводности материала
- упругих свойств материала
- формы и размеров изделия.

## Оценка
Термостойкость может оцениваться
- числом циклов нагрева и охлаждения до частичного или полного разрушения
- температурным градиентом, при котором появляются трещины.

Как правило термостойкость рассматривают у огнеупорных и хрупких материалов.
В геологии рассматривают термостойкость горных пород.